# Buchy (Sena Marítim)
Buchy és un municipi francès situat al departament del Sena Marítim i a la regió de Normandia. L'any 2007 tenia 1.387 habitants.

## Demografia

### Població
El 2007 la població de fet de Buchy era de 1.387 persones. Hi havia 596 famílies de les quals 202 eren unipersonals (55 homes vivint sols i 147 dones vivint soles), 205 parelles sense fills, 147 parelles amb fills i 42 famílies monoparentals amb fills.
La població ha evolucionat segons el següent gràfic:
Habitants censats

### Habitatges
El 2007 hi havia 654 habitatges, 610 eren l'habitatge principal de la família, 4 eren segones residències i 40 estaven desocupats. 485 eren cases i 167 eren apartaments. Dels 610 habitatges principals, 338 estaven ocupats pels seus propietaris, 252 estaven llogats i ocupats pels llogaters i 21 estaven cedits a títol gratuït; 6 tenien una cambra, 80 en tenien dues, 137 en tenien tres, 169 en tenien quatre i 218 en tenien cinc o més. 390 habitatges disposaven pel capbaix d'una plaça de pàrquing. A 322 habitatges hi havia un automòbil i a 171 n'hi havia dos o més.

### Piràmide de població
La piràmide de població per edats i sexe el 2009 era:
| Homes | Edats   | Dones |
| ----- | ------- | ----- |
| 8     | 95 o +  | 0     |
| 0     | 90 a 94 | 24    |
| 40    | 85 a 89 | 28    |
| 12    | 80 a 84 | 28    |
| 32    | 75 a 79 | 32    |
| 24    | 70 a 74 | 40    |
| 32    | 65 a 69 | 48    |
| 20    | 60 a 64 | 28    |
| 28    | 55 a 59 | 24    |
| 24    | 50 a 54 | 32    |
| 28    | 45 a 49 | 32    |
| 48    | 40 a 44 | 44    |
| 24    | 35 a 39 | 32    |
| 36    | 30 a 34 | 32    |
| 40    | 25 a 29 | 56    |
| 20    | 20 a 24 | 20    |
| 40    | 15 a 19 | 44    |
| 28    | 10 a 14 | 32    |
| 20    | 5 a 9   | 52    |
| 32    | 0 a 4   | 20    |

## Economia
El 2007 la població en edat de treballar era de 775 persones, 553 eren actives i 222 eren inactives. De les 553 persones actives 496 estaven ocupades (261 homes i 235 dones) i 57 estaven aturades (26 homes i 31 dones). De les 222 persones inactives 77 estaven jubilades, 73 estaven estudiant i 72 estaven classificades com a «altres inactius».

### Ingressos
El 2009 a Buchy hi havia 611 unitats fiscals que integraven 1.298,5 persones, la mediana anual d'ingressos fiscals per persona era de 16.625 €.

### Activitats econòmiques
Dels 125 establiments que hi havia el 2007, 1 era d'una empresa extractiva, 6 d'empreses alimentàries, 3 d'empreses de fabricació de material elèctric, 4 d'empreses de fabricació d'altres productes industrials, 7 d'empreses de construcció, 40 d'empreses de comerç i reparació d'automòbils, 4 d'empreses de transport, 4 d'empreses d'hostatgeria i restauració, 8 d'empreses financeres, 9 d'empreses immobiliàries, 16 d'empreses de serveis, 15 d'entitats de l'administració pública i 8 d'empreses classificades com a «altres activitats de serveis».
Dels 36 establiments de servei als particulars que hi havia el 2009, 1 era una oficina d'administració d'Hisenda pública, 1 gendarmeria, 1 oficina de correu, 4 oficines bancàries, 1 funerària, 2 tallers de reparació d'automòbils i de material agrícola, 1 taller d'inspecció tècnica de vehicles, 1 autoescola, 1 guixaire pintor, 3 fusteries, 3 lampisteries, 1 electricista, 4 perruqueries, 5 veterinaris, 2 restaurants, 4 agències immobiliàries i 1 tintoreria.
Dels 22 establiments comercials que hi havia el 2009, 1 era un hipermercat, 1 una botiga de més de 120 m², 3 fleques, 3 carnisseries, 1 una peixateria, 3 botigues de roba, 3 botigues d'equipament de la llar, 1 una botiga d'electrodomèstics, 1 una botiga de material de revestiment de parets i terra, 1 un drogueria i 4 floristeries.
L'any 2000 a Buchy hi havia 5 explotacions agrícoles.

## Equipaments sanitaris i escolars
El 2009 hi havia 1 psiquiàtric, 1 farmàcia i 1 ambulància.
El 2009 hi havia una escola elemental. Buchy disposava d'un col·legi d'educació secundària amb 496 alumnes.

## Poblacions més properes
El següent diagrama mostra les poblacions més properes.